# Victoria de Tívoli
Victoria (Roma, 230 – Trebula Mutuesca, 18 de diciembre de 253) fue una joven mártir, que aparentemente vivió alrededor del año 250, en la ciudad de Tívoli, cerca de Roma. Según la leyenda, Victoria estaba comprometida a casarse con un noble romano, Eugenio. Un amigo de éste pidió la mano de otra joven cristiana Santa Anatolia (que en algunas versiones de la historia es hermana de Victoria) pero ella rehusó vehementemente. Victoria trato de convencer a Anatolia de que aceptara casarse con el joven, pero ella le contestó que la virginidad era un inmenso tesoro para Jesús y finalmente convenció a Victoria de romper su compromiso y a consagrarse a Dios. Enojados, los jóvenes las denunciaron como cristianas y Victoria murió apuñalada en el corazón. La tradición cuenta que su verdugo, castigado, murió seis días después consumido por la lepra y comido por gusanos.
Según otras versiones de la leyenda, Victoria vivió durante un tiempo en una cueva, después de haberle dado muerte a un dragón que allí habitaba.
Como atributos tiene una lanza en la mano, una espada clavada (o el monograma de cristo) en el pecho. Su fiesta es el 10 de julio.